# Château de Montal (Lot)
Pour les articles homonymes, voir Château de Montal et Montal (homonymie).
Le château de Montal est situé en France au cœur de la vallée de la Bave sur la commune de Saint-Jean-Lespinasse, dans le département du Lot, région Occitanie.

## Description

### Architecture
De style première Renaissance, le château de Montal est composé de deux ailes encadrant la cour d'honneur et possède trois tours d’angles rondes surmontées de toits en poivrières et une tour carrée. Les sobres façades extérieures s’inscrivent encore dans la tradition médiévale mais le château n’a plus de fonction défensive. Les tours d’angles présentent de faux mâchicoulis, purement décoratifs, et de larges fenêtres. Les toitures sont revêtues d'ardoise selon la mode en vigueur lors de leur restauration.
La cour intérieure est caractéristique de la première Renaissance française. Les façades intérieures sont décorées et les deux corps de logis desservis par un escalier d’honneur. D’une grande modernité pour l’époque, l’escalier droit rampe sur rampe, venu d’Italie, remplace l’escalier à vis hors-œuvre des châteaux médiévaux.

### Décors
Le programme ornemental rend le château de Montal unique. La frise séparant le rez-de-chaussée du premier étage présente des figures mythologiques et allégoriques. Sur ce décor sculpté, on retrouve Hermès chevauchant une licorne, Hercule et Antée, Mars et la Victoire, angelots, personnages et animaux fabuleux ainsi que les blasons et les initiales de Jeanne et de ses fils Robert et Dordet.
Au premier étage, une série de bustes en haut-relief surmontés de frontons triangulaires représentent Jeanne de Balsac  et des membres de sa famille, dont certains sont morts à l’époque de l’exécution. Ce décor honore les morts et les vivants accompagnés de statues représentant les vertus cardinales.

## Historique

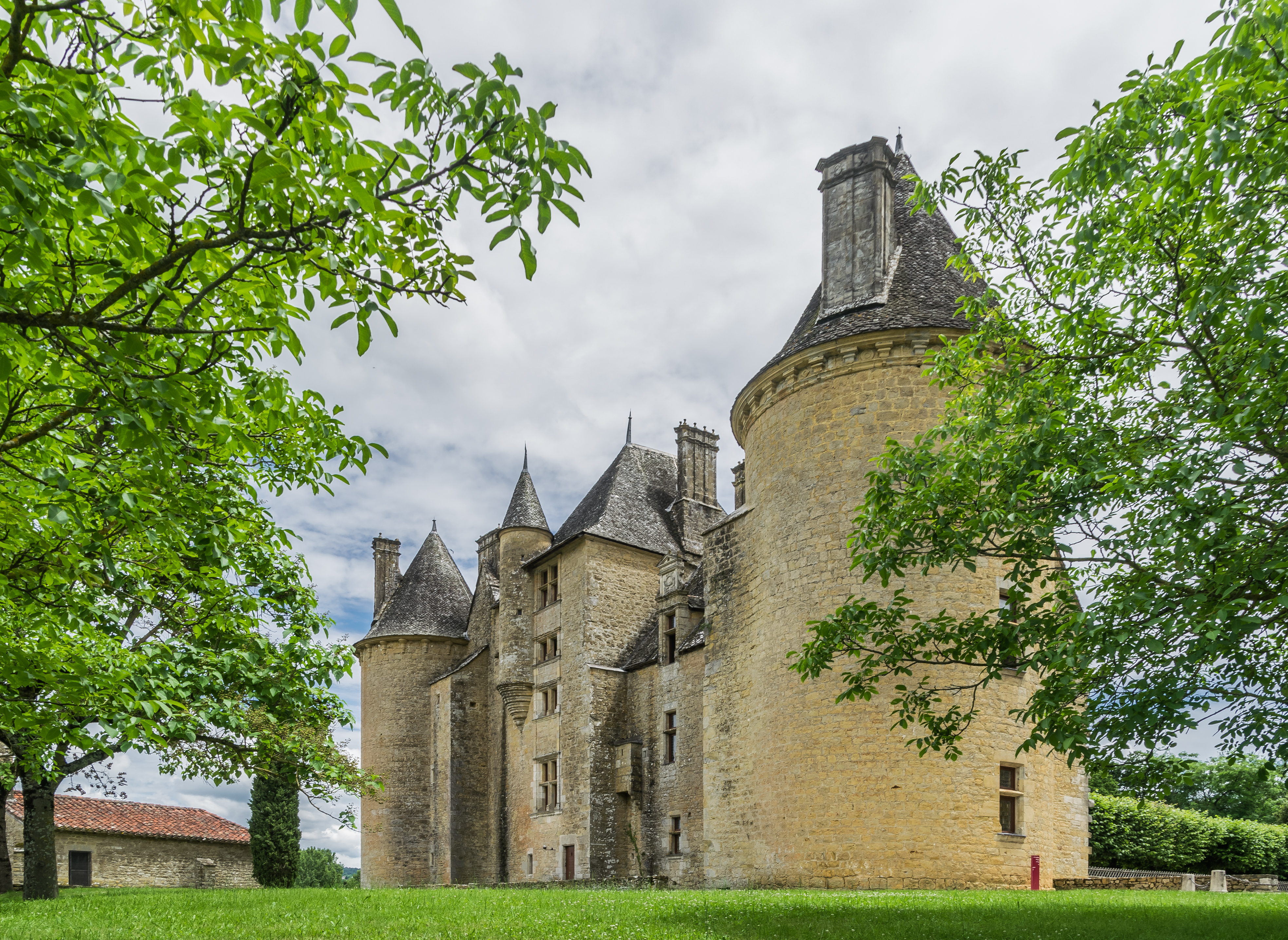
La Façade du XVe siècle.

Un château appelé « repaire Saint-Pierre », est acquis en 1494 par Robert de Balzac, au moment de son mariage avec Antoinette de Castelnau-Caylus. Robert de Balsac est seigneur d'Entragues, chambellan de Louis XI et sénéchal d'Agenais. Il a accompagné en 1495 le roi Charles VIII en Italie où il a été nommé gouverneur de Pise.
La construction a été décidée par sa fille Jeanne de Balsac d'Entraygues, qui avait épousé en 1496 Amaury II de Montal, seigneur de Laroquebrou, dont le nom est resté au château. Entre 1519 et 1534, elle transforma la demeure médiévale préexistante dans le style Renaissance. Jeanne, veuve d'Amaury II de Montal depuis 1510, perdit également son fils aîné Robert en 1523 au cours des guerres d'Italie. Ainsi s'explique selon la légende la devise inscrite au fronton  : « Plus d'espoir ». Ces multiples deuils ont influencé l'organisation des bustes sculptés en façade où apparaissent Amaury (ou Amalric), Jeanne, leurs deux fils Dordet et Robert, leur fille Nine et son époux François de Scorailles. 
En 1771, le comte Jean-Jacques de Plas de Tanes acquiert le château et la seigneurie. Son fils Antoine épouse une fille de la noblesse germanique qui tient à y imposer l'étiquette due à son rang. Ils ne parviennent guère à se faire aimer et, devenu veuf, Antoine de Plas de Tanes ne réussit pas à nouer des liens plus solides avec le voisinage. Il est député de la noblesse aux États généraux, mais doit abandonner son domaine quand commence la Révolution. Le château, proposé sans succès à la vente en janvier 1793, sert alors d'auberge. 
Il est restitué au comte à son retour, mais n'étant plus meublé ni habitable, est finalement cédé à un cousin de Plas de Curemonte, dont la fille épouse un Boni de Lavergne, le fils et héritier du couple le vend à un banquier de Saint-Céré. 
La veuve de ce dernier le revend en 1858 au marchand de biens Macaire du Verdier. Ce dernier démonte en 1880et met en vente les décors sculptés, portes, lucarnes et cheminées... — sauf l'escalier qui était réservé à une vente ultérieure —, soit 120 000 tonnes de pierres qui sont acheminées jusqu'en gare de Saint-Denis-lès-Martel, pour être vendues à Paris lors de deux ventes aux enchères. Cette vente ne rapporte que 142 000 francs et une bonne partie des pierres restera pendant vingt ans dans les caisses des vendeurs. 
L'enlèvement de l'escalier d'honneur aurait signifié la destruction complète de l'édifice ; il n'en fut rien, ce qui sauva ce chef-d'œuvre de stéréotomie et de l'art de la sculpture Renaissance en Quercy. Une deuxième vente a lieu le 11 décembre 1903 mais n'est pas plus profitable aux vendeurs, et le château n'est finalement vendu qu'en 1908 à l'industriel et esthète Maurice Fenaille.
« Si Montal n’avait été dévasté, et si, par un retour inespéré de la fortune, il ne s’était pas trouvé un homme de goût et de cœur, jaloux de reconstituer ce joyau architectural, Montal ne connaîtrait peut-être pas la notoriété dont il jouit maintenant. »
Entre 1908 et 1913, Maurice Fenaille entreprend la restauration du château. Grâce à ses relations et à sa fortune, il retrouve, achète ou fait réaliser des copies des éléments dispersés dans le monde et le garnit de mobilier d'époque. 
Le 13 septembre 1913, en présence du président Raymond Poincaré et d'Anatole de Monzie, il fait don du château réhabilité à l'État français avec usufruit pour lui et ses trois filles. Cette donation permit de réinstaller trois bustes qui avaient été achetés par le musée du Louvre dans les ventes de 1881 et 1903 ; le musée de Kensington donna une lucarne, le musée de Lyon rendit le buste de Robert de Balzac et le musée de Berlin celui de Jeanne de Balzac contre paiement d'une indemnité. Certaines pièces achetées par des collectionneurs privés, en France et aux États-Unis, ne pouvant être récupérées, Fenaille en fit faire des copies..."en attendant".
Le 22 mai 1940 les trois enfants de Léopold III, roi des Belges, sont envoyés en exil au château de Montal, où  le jeune prince Baudouin tombera malade. Après la capitulation belge, les enfants royaux partent le 21 juin pour Saint-Sébastien en Espagne,.
En mars 1943, La Joconde est cachée au château de Montal jusqu'à sa réinstallation au Louvre en juin 1945. 
Depuis le 1er octobre 2006, le château de Montal est sous la responsabilité du Centre des monuments nationaux et ouvert à la visite. Avec Assier, Cénevières, Cieurac ou Couanac, le château de Montal fait partie des plus remarquables châteaux de la Renaissance en Quercy.

## Protection
Il est classé au titre des monuments historiques le 14 juin 1909.

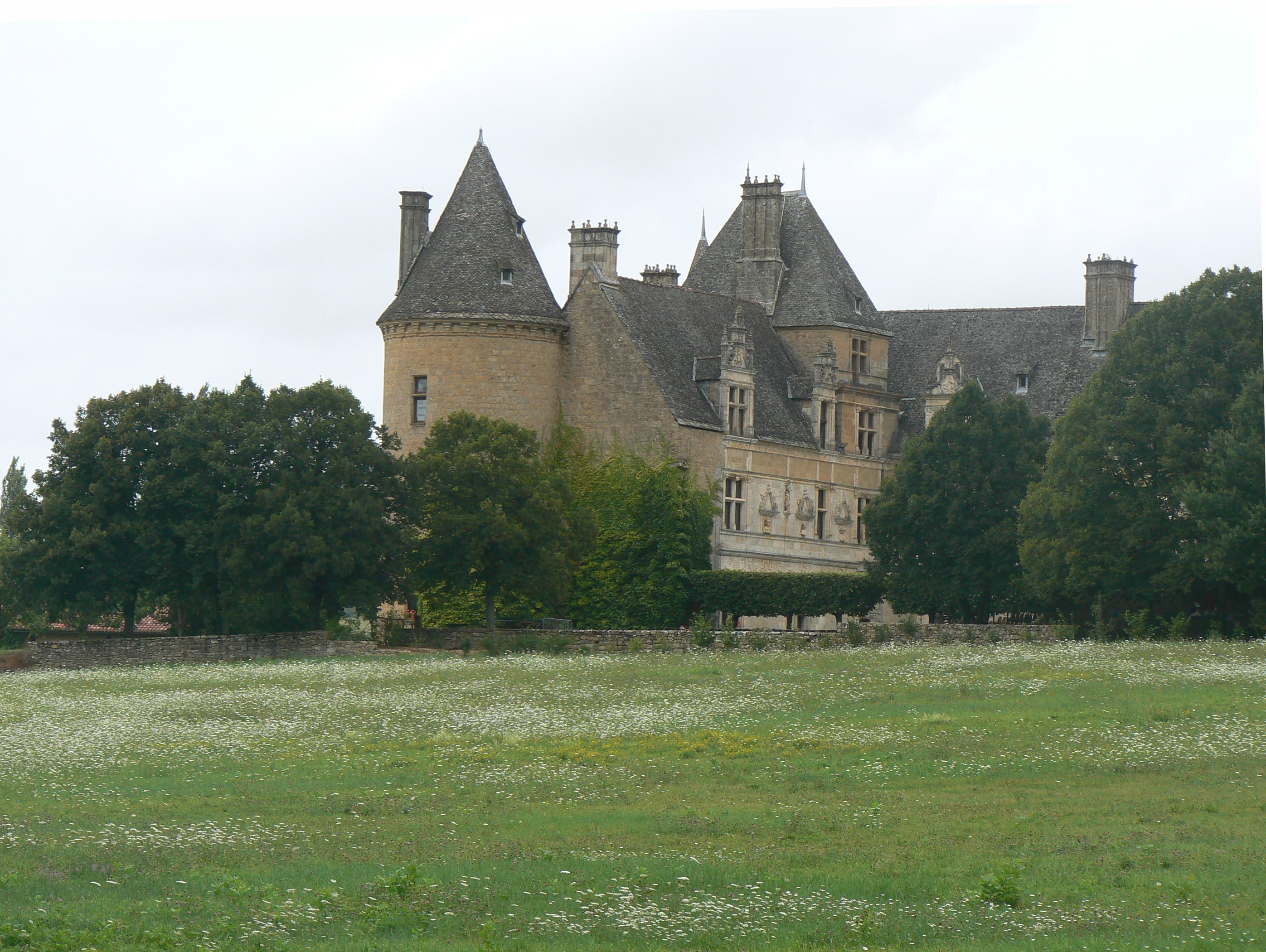
Vue extérieure du château.
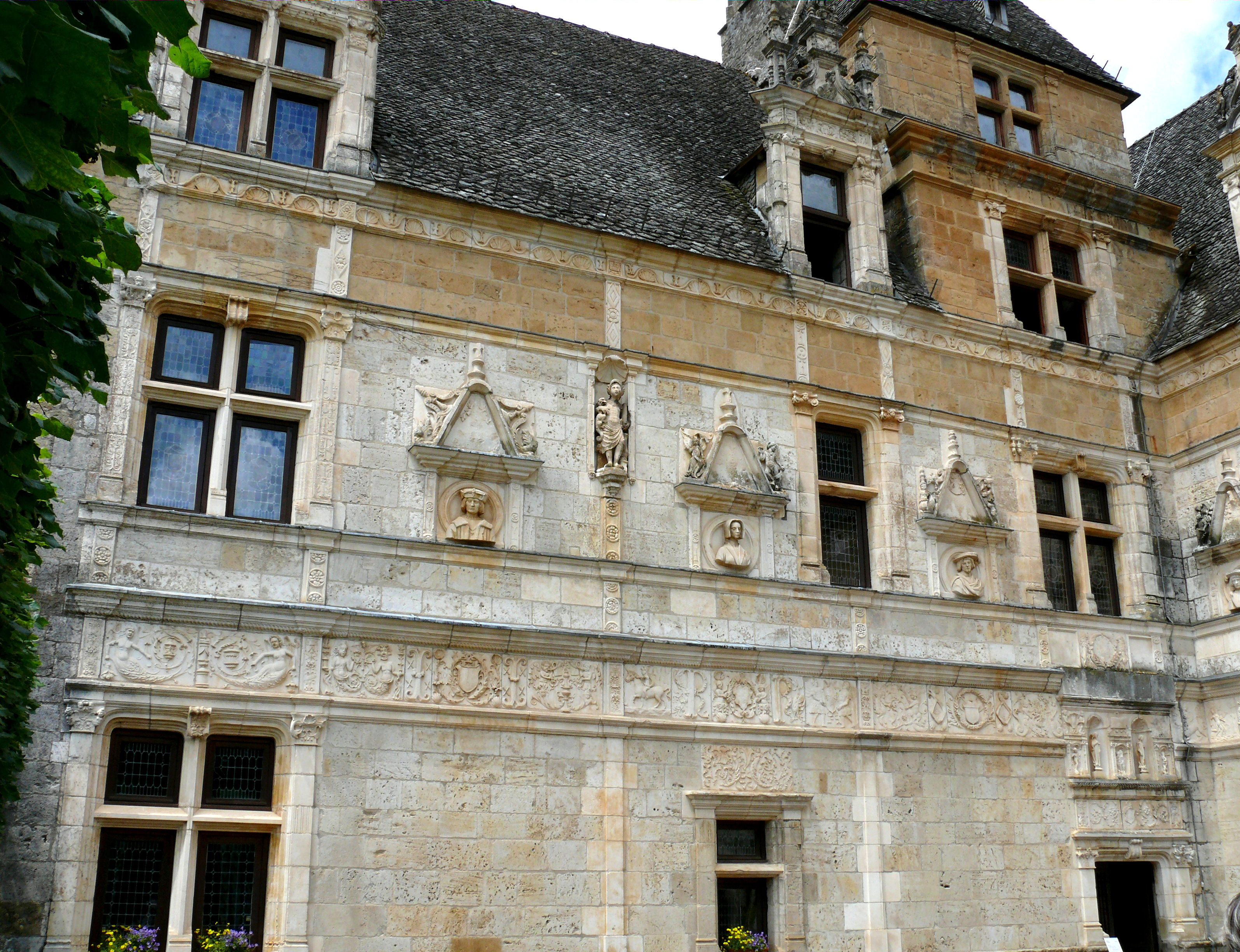
Une façade Renaissance sur cour avec l'entrée.
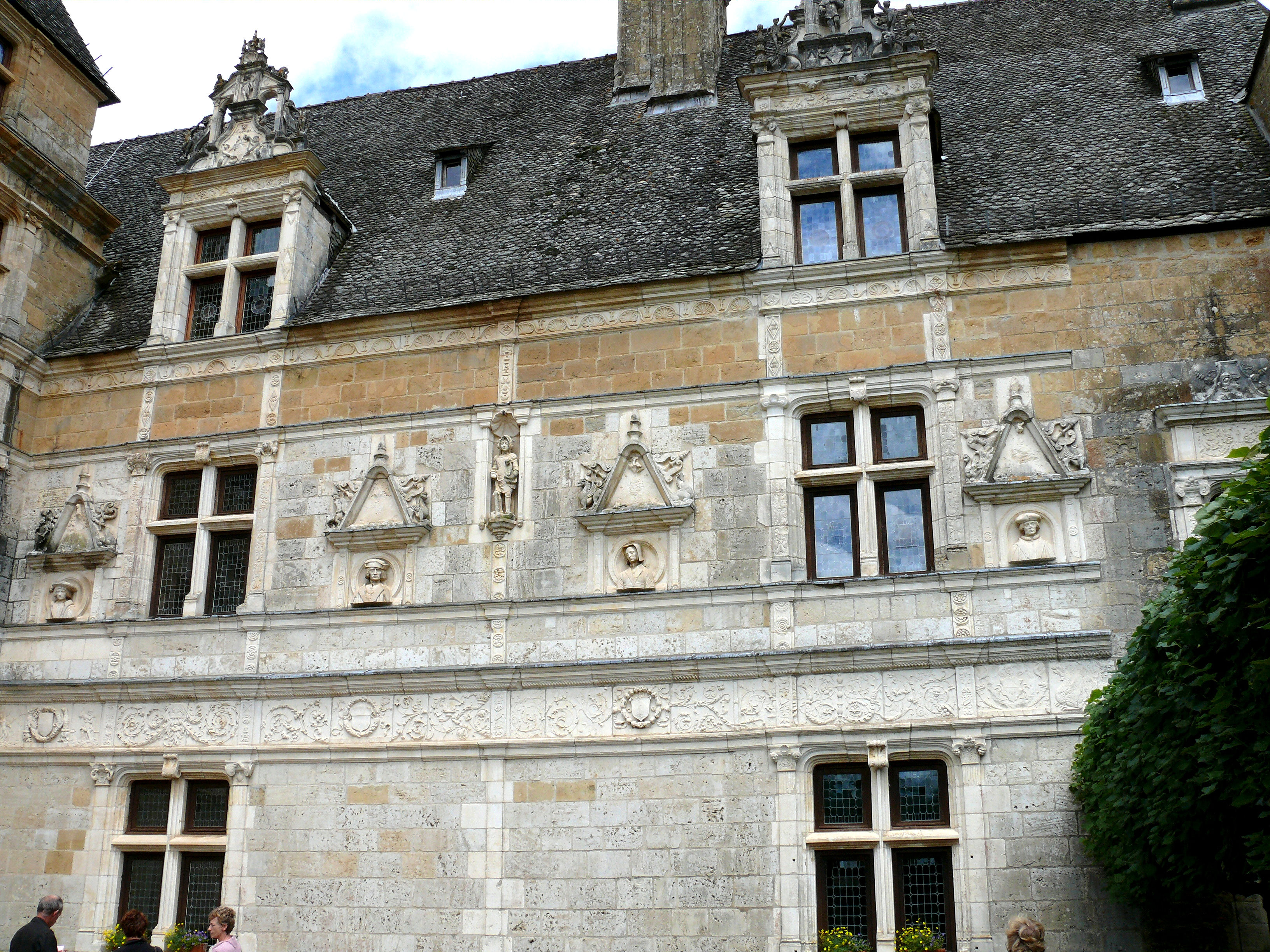
Façade Renaissance sur cour de l'aile perpendiculaire à celle de l'entrée.
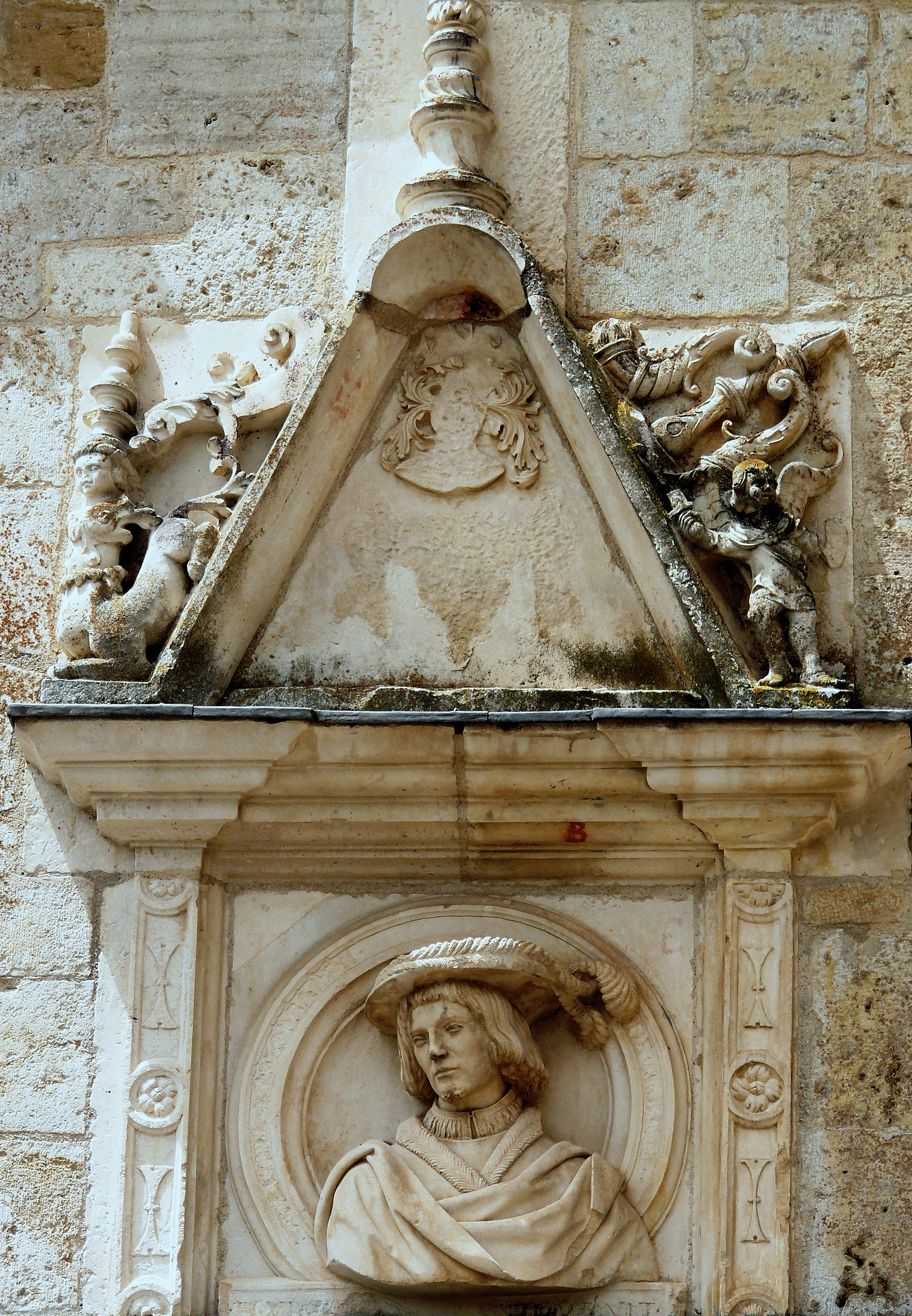
Effigie de Robert de Montal.
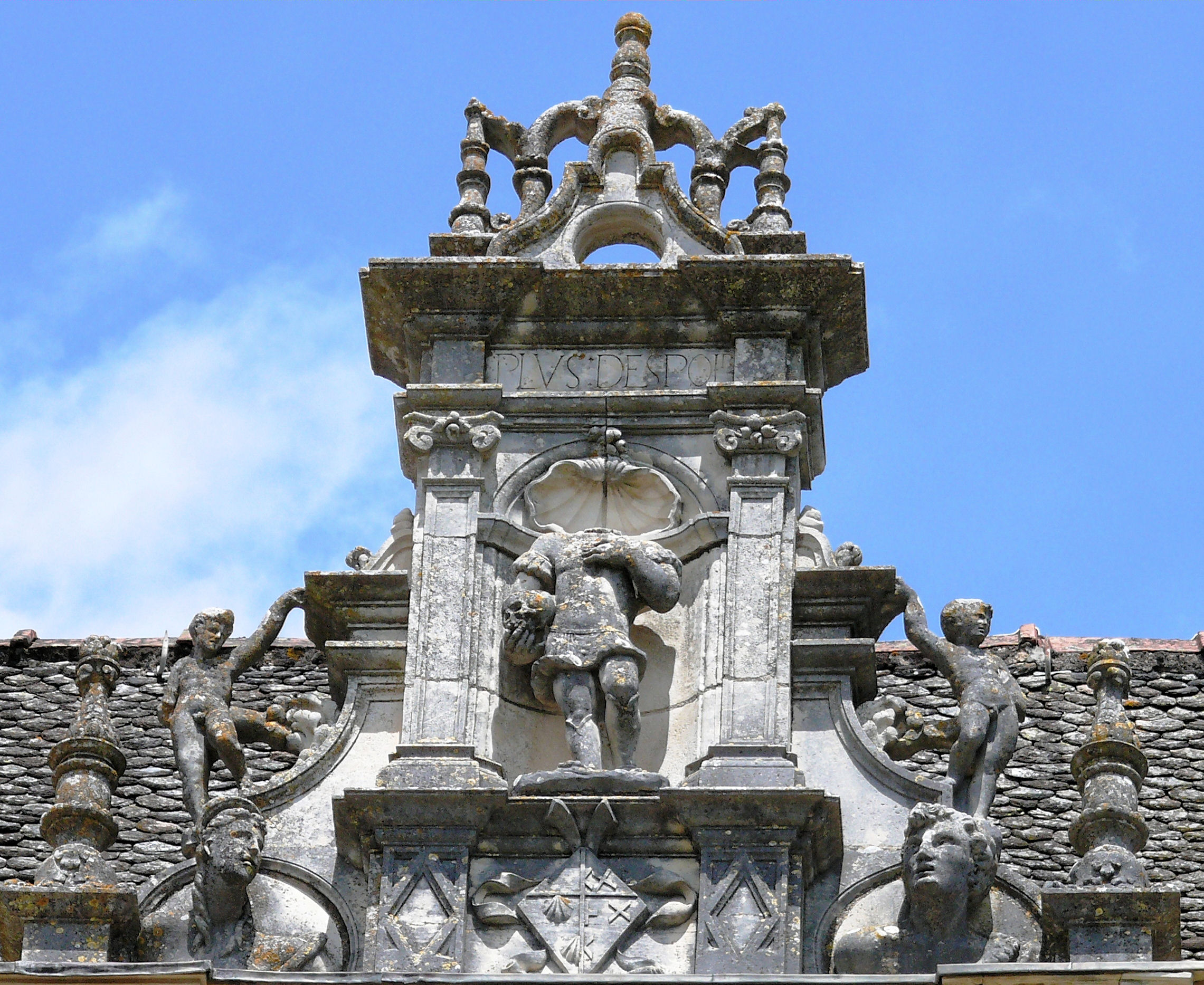
Lucarne sur cour - « Plus d'espoir ».
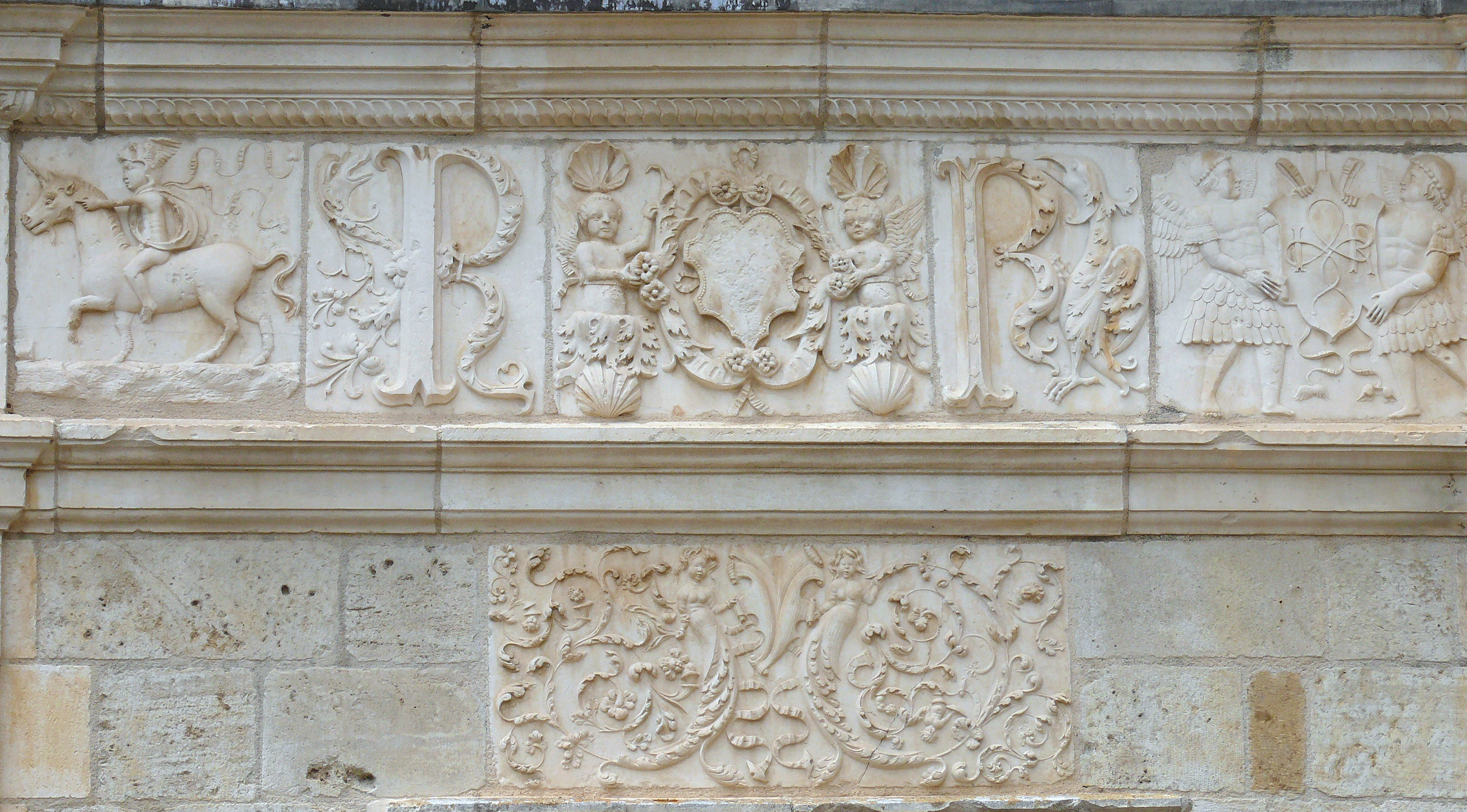
Aile sur cour - Frise.
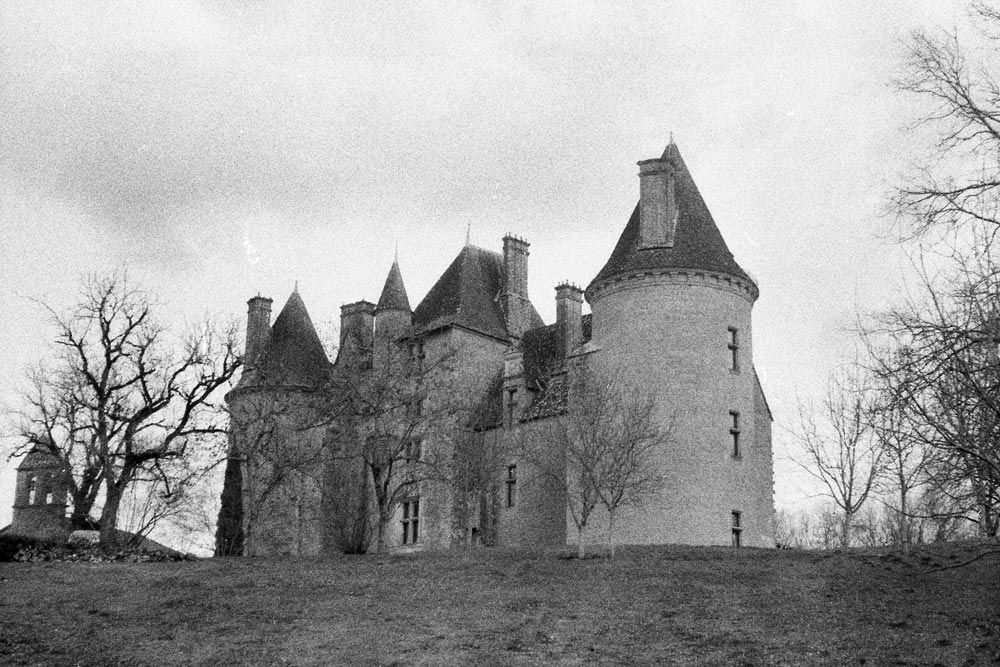
Façade ouest.